# Gulaga-Nationalpark
Der Gulaga-Nationalpark ist ein Nationalpark im Südosten des australischen Bundesstaates New South Wales. Der Park wurde im Januar 2001 geschaffen und ist 46,73 km² groß.

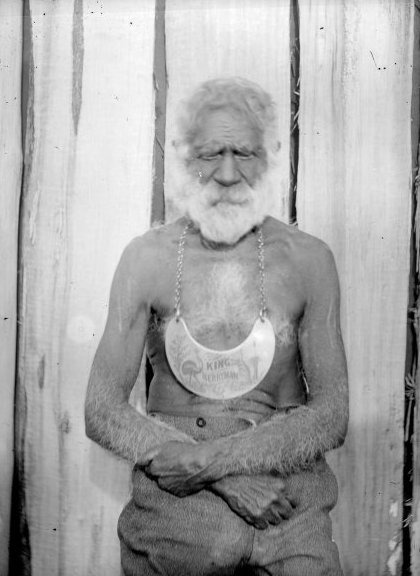
Umbarra mit einer King plate um 1900

 Der Park, der auch Mount Dromedary genannt wird, liegt nordwestlich und südwestlich des Wallaga Lake und umfasst auch den früheren Wallaga-Lake-Nationalpark. Im Wallaga Lake befindet sich die Merriman Island, die große Bedeutung für die Mythen der Aborigines hat, denen ein Zutritt verboten ist. Er liegt im Fokus der Kultur der Aborigines, denn die Insel ist mit der Geschichte von King Merriman verbunden, die unter den Yuin-Aborigines der Südküste von New South Wales überaus bekannt ist. Auf der Insel lebte auch der Elder Umbarra, auch King Merriman genannt.
Vom Mount Dromedary aus, auf den man auf alten Bergbaustraßen gelangt, lässt sich die Küste von Narooma bis Bermagui überblicken. Für die dortigen Aborigines, besonders für die Frauen, hat der Mount Dromedary mystische Bedeutung. Am 6. Mai 2006 wurden die Landrechte am Biamanga-Nationalpark und Gulaga-Nationalpark von der Regierung von New South Wales an den Aborigines-Stamm der Yuin zurückgegeben.